# Poved
De Poved (Russisch: Поведь) is een rivier in het noordwestelijke deel van de Russische Federatie, in de oblast Tver, en stroomt uit in de Osoega.
De lengte van de Poved is 99 km, de oppervlakte van haar stroomgebied is 742,7 km², haar debiet is 5,2 m³/s. Ze behoort tot het Volgabekken en haar belangrijkste bron van water is (links) de Semyn. De bron van de Poved ligt op de Waldajhoogte, vlak bij de bron van de Tsna. Hier loopt de waterscheiding tussen het bekken van de Volga (de Poved) en de Oostzee (de Tsna).